# Викторова, Марья Александровна

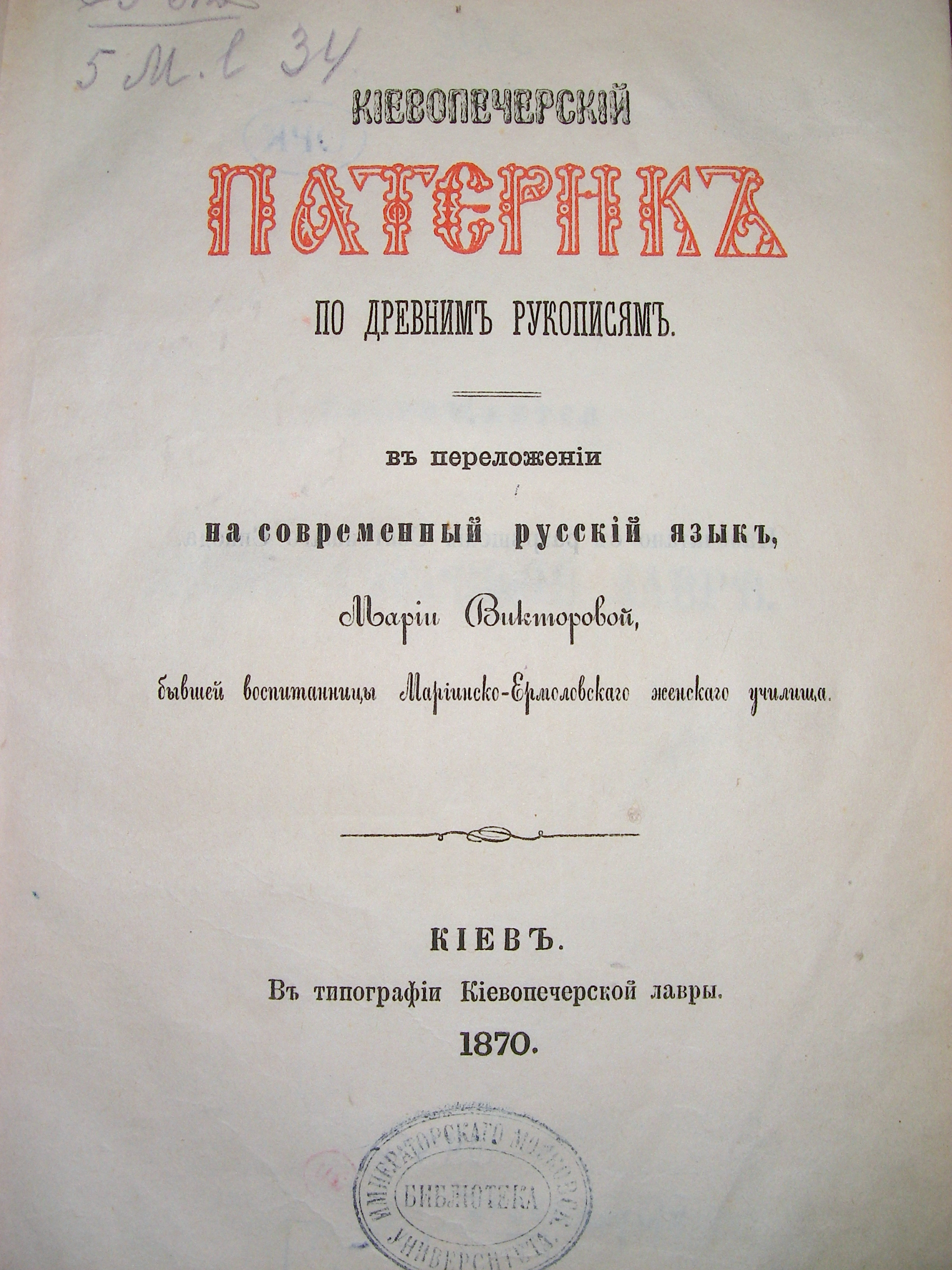
Титульный лист первого издания перевода М. А. Викторовой. Экземпляр из собрания Научной библиотеки МГУ имени М. В. Ломоносова

Викторова Марья Александровна (урождённая княжна Макулова; ?—1863) — русская писательница, переводчица
, исследователь древнерусской литературы. Супруга член-корреспондента Императорской Академии наук А. Е. Викторова.
Обучалась в Московском Мариинско-Ермоловском женском училище, где литературу преподавал её будущий супруг. В 1861 году Марья Александровна она перевела на современный русский язык летопись Нестора («Повесть временных лет»). Под руководством своего супруга выполнила перевод Киево-Печерского патерика, изучив также вопросы о его составителях и различных рукописных редакциях. Издание её трудов по Киево-Печерскому патерику было осуществлено уже после её смерти (в 1870 году — перевод, в 1871 году — исследование о составителях).